# Crataegus mexicana
Crataegus mexicana és un arbust o arbre fruiter petit nadiu de Mèxic i algunes zones de Guatemala. També ha estat introduït al llarg dels Andes. Es conrea pel seu fruit.

## Classificació i descripció
Crataegus prové del grec “kratos” que significa dur. És una espècie que pertany a la família de les Rosaceae. És un arbre espinós de fins a 10 m d'altura, les espines es troben en el tronc i les seves branques, la seva escorça és de color gris-vermellosa, es desprèn en tires. Les fulles són semiperennes, ovals o en forma de diamant de 4 a 8 cm de llarg amb marge serrat, amples en la part mitjana i en els extrems, estretes de vora dentada. Les flors són hermafrodites, solitàries, es presenten en forma d'umbel·les terminals amb 2 a 6 flors amb pètals blancs. El fruit és un pom semblant a una petita poma de color groc-ataronjat d'1 a 2 cm de diàmetre, les llavors són llises i de color cafè, envoltades per un os llenyós. En madurar a la fi de l'hivern, poc abans de la nova floració, va adquirint tonalitats que varien del groc-ataronjat a l'ataronjat-vermellós.

## Distribució
És originari de Mèxic. Està distribuït en la major part de les zones muntanyenques del país, sobretot en l'eix volcànic (des de l'estat de Veracruz fins a l'estat de Jalisco), la Serra Mare Oriental (entre els estats d'Hidalgo, Tamaulipas, Sant Luis Potosí, Coahuila i Nou León), la Serra Mare del Sud (Serra d'Oaxaca i Guerrero) i els alts de Chiapas. Es troba també a Centreamèrica fins a l'Equador i ha estat introduïda al llarg dels Andes i a Sud-àfrica.

## Ambient
Habita en clima temperat, entre els 1000 i fins als 3500 msnm. Planta conreada en horts familiars i creix a les ribes dels camins, associada a vegetació pertorbada de bosc mesòfil de muntanya, boscos de pi i roure a més de bosc tropical caducifoli. Habita en vessants de turons amb topografia escarpada (pendents del 60 %) en barrancs i a les zones de cultiu. L'afavoreixen els sòls àcids i francs.
S'adapta a gran diversitat de sòls, amb pluja anual de 600 a 1,200 mil·límetres, amb temperatures mitjanes de 15 a 18 °C, mínimes de -5 °C i màximes de 40 °C, tolera sequeres i inundacions i per la seva rusticitat és resistent a les plagues i malalties.

## Estat de conservació
No es troba amenaçada ni sota protecció. Comunament es troba en la seva forma silvestre i conreada, existeixen ja varietats seleccionades per a la producció comercial que afavoreixen la producció i la qualitat del fruit, amb grans oportunitats de proveir la demanda de fruita fresca i proveir a l'agroindustria. S'estima que a Mèxic existeixen 700 hectàrees plantades. Les entitats amb major participació en la producció són Pobla (89 %), Oaxaca (2.7 %), Estat de Mèxic (2.3 %), Jalisco (2.2 %), Districte Federal (1.8 %), Chiapas (1.3 %) i Zacatecas (1 %).

## Usos

### Aliment
Els fruits d'aquesta espècie són aromàtics i de bon sabor, molt aprecitats pel seu contingut de vitamina C. A Mèxic, el fruit s'utilitza tradicionalment en la confecció i decoració dels altars o ofrenes de Dia de Morts, sobretot a l'alta Vall de Pobla (Huejotzingo-Calpan). A més s'usa en les Posades dins de les pinyates, així com en la preparació del tradicional ponx de fruites nadalenc.

### Herbolaria
La infusió preparada amb els seus fruits és un remei tradicional per prevenir malalties respiratòries.

### Industrial
L'alt contingut de pectina en els seus fruits es processa per a la seva utilització en la indústria alimentària, cosmètica, farmacèutica, tèxtil i metal·lúrgica. La fusta, dura i compacta, s'utilitza com a llenya i per fabricar eines de mà. Les fulles, brots i fruits tenen també un ús farratger.

## Taxonomia
Crataegus mexicana va ser descrita pel botànic suís Augustin Pyrame de Candolle.

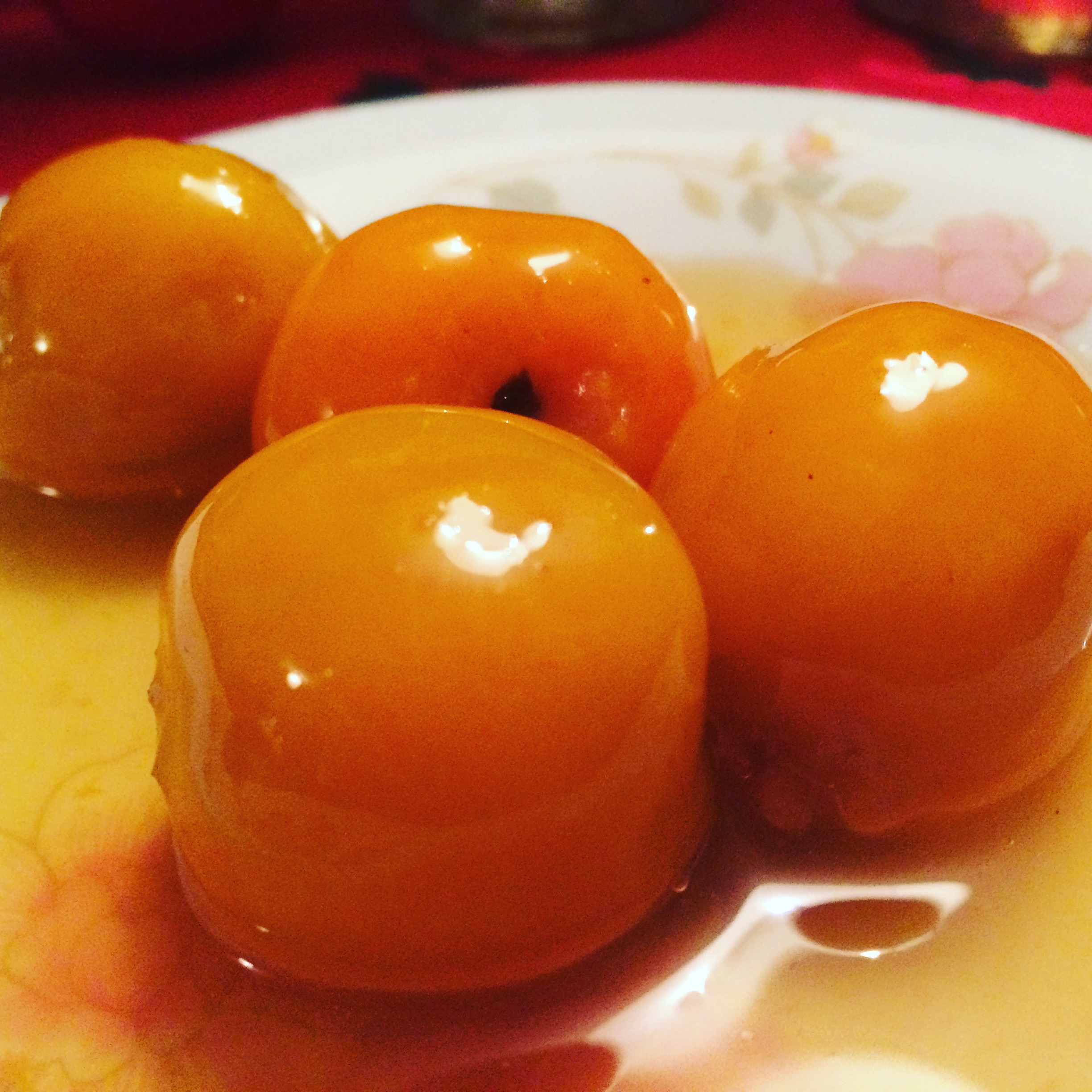
Dolç tradicional preparat amb el fruit.